# Cuencas en archipiélagos de Las Guaitecas y de los Chonos
Las cuencas en archipiélagos de Las Guaitecas y de los Chonos son las cuencas de régimen pluvial ubicadas sobre las islas de los archipiélagos de de Los Chonos y de Las Guaitecas de la Región de Aysén del General Carlos Ibáñez del Campo y que la Dirección General de Aguas reúne en el ítem 112 del inventario BNA de cuencas de Chile.

der

## Límites y relieve

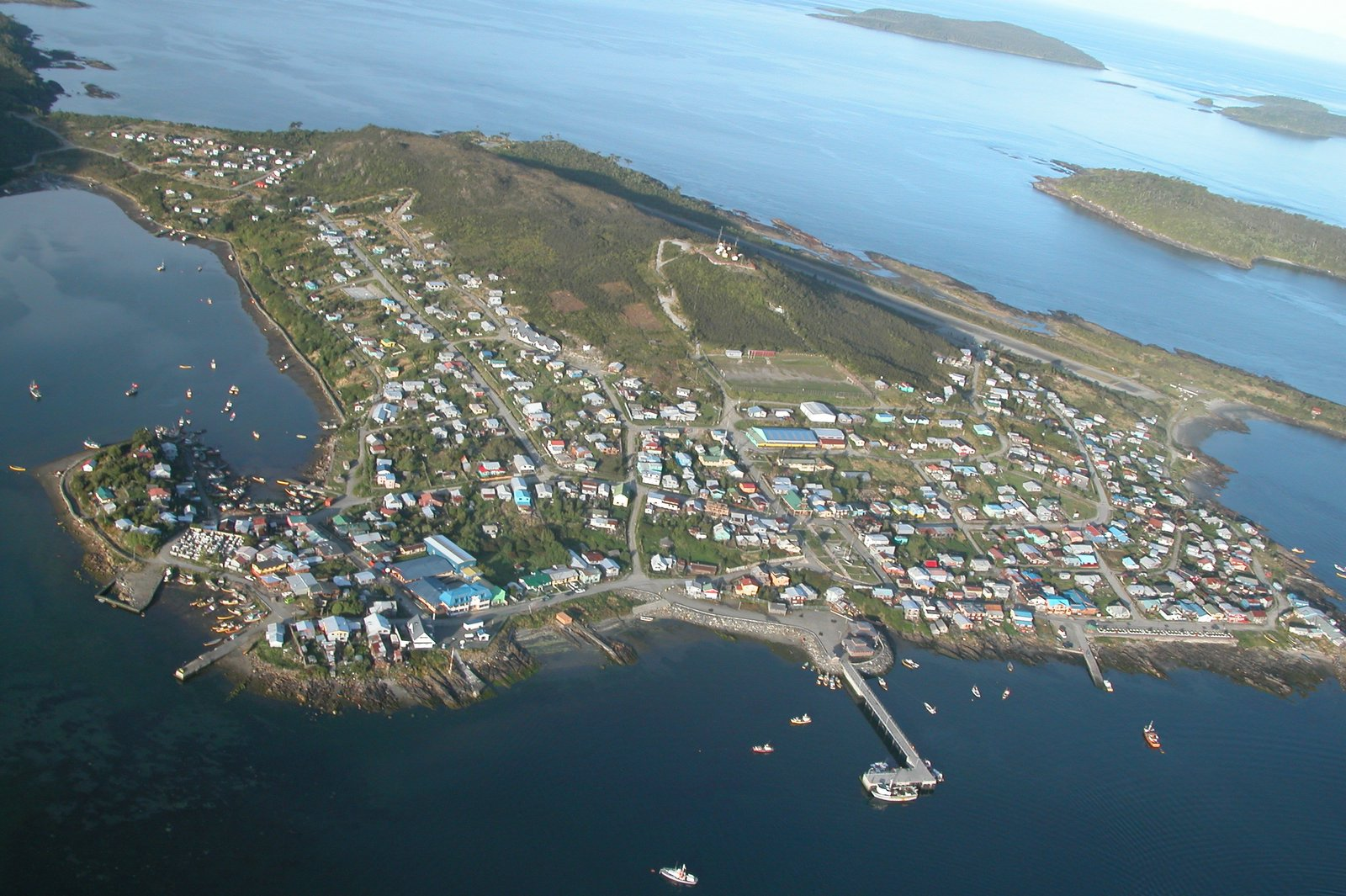
Isla Melinka.

Este conglomerado de islas limita al norte con las cuencas de las islas Chiloé y circundantes (109), al este con las cuencas costeras e islas entre río Palena y río Aysén (111) y al sureste y sur con las cuencas costeras e islas entre río Aysén, río Baker y canal Gral. Martínez (114).
Sobre el relieve de ambos archipiélagos escribió Enrique Simpson que son montañosos con una ligera capa vegetal y sus planos son escasos y en general no son más que ciénegas alrededor de lagunas interiores.: 42 

## Población
El sistema de información y monitoreo de biodiversidad del Ministerio del Medio Ambiente de Chile señala la siguiente distribución de la superficie de la cuenca entre las comunas (el porcentaje es de la cuenca):
| Región                                    | Provincia | Comuna    | Hectáreas   | Porcentaje |
| ----------------------------------------- | --------- | --------- | ----------- | ---------- |
| Aysén del General Carlos Ibáñez del Campo |           |           | 945.803,592 | 38,96%     |
|                                           | Aysén     |           | 945.803,592 | 38,96%     |
|                                           |           | Aysén     | 431.488,39  | 17,774%    |
|                                           |           | Cisnes    | 450.958,965 | 18,576%    |
|                                           |           | Guaitecas | 63.356,237  | 2,61%      |

Cabe señalar que al parecer hay el área sumada de las comunas o provincias es diferente al área total del ítem proporcionada por el Ministerio del Medio Ambiente (2.427.612,431 ha). Esto puede deberse a que el área de las comunas o provincias no incluye el área cubierta por el mar (canales, fiordos, bahías, etc).

## Subdivisiones
La Dirección General de Aguas subdivide o reúne las cuencas de Chile acorde a las necesidades de estudio y gestión. Existen dos inventarios que han logrado ser aceptados como principales, el inventario de cuencas del Banco Nacional de Aguas (BNA) de 1978, de mayor uso, y el inventario de cuencas del Departamento de Administración de Recursos Hídricos (DARH) de 2014 de mejor cartografía que ha obligado a redefinir algunos límites, a veces con cambios mayores, pero también por algunas redefiniciones del concepto de subcuenca.
Bajo el BNA el código del ítem es 112 y con el DARH es 1102.
La subdivisión del BNA es como sigue:
| Cuenca                                                               | Subcuenca | Subsubcuenca | Aguas                                                      | Área drenaje km² | Observaciones |
| -------------------------------------------------------------------- | --------- | ------------ | ---------------------------------------------------------- | ---------------- | ------------- |
| 112 Cuencas en archipiélagos de Las Guaitecas y de los Chonos (mapa) |           |              |                                                            |                  |               |
| 112                                                                  | 1120      | 11200        | Isla Guaiteca                                              | 2154             |               |
| 112                                                                  | 1120      | 11201        | Isla Ascensión                                             | 908              |               |
| 112                                                                  | 1120      | 11202        | Isla Cotilde                                               | 61               |               |
| 112                                                                  | 1120      | 11203        | Isla Betecoy                                               | 297              |               |
| 112                                                                  | 1120      | 11204        | Isla Leucaye                                               | 319              |               |
| 112                                                                  | 1120      | 11205        | Isla Elvira                                                | 162              |               |
| 112                                                                  | 1120      | 11206        | Islas Mulchey y Sánchez                                    | 227              |               |
| 112                                                                  | 1121      | 11210        | Islas Tuamapu y Llenihuenu                                 | 225              |               |
| 112                                                                  | 1121      | 11211        | Islas Riquelme, Arthur y Mallerch                          | 258              |               |
| 112                                                                  | 1121      | 11212        | Islas Midhurst                                             | 157              |               |
| 112                                                                  | 1121      | 11213        | Isla Forryth                                               | 375              |               |
| 112                                                                  | 1121      | 11214        | Isla Johnson                                               | 305              |               |
| 112                                                                  | 1121      | 11215        | Isla Llanos y Morel                                        | 79               |               |
| 112                                                                  | 1121      | 11216        | Islas Goicolea y Bustos                                    | 122              |               |
| 112                                                                  | 1121      | 11217        | Isla Tellez                                                | 85               |               |
| 112                                                                  | 1121      | 11218        | Isla Bolados                                               | 137              |               |
| 112                                                                  | 1122      | 11220        | Isla Concoto                                               | 188              |               |
| 112                                                                  | 1122      | 11221        | Isla Chafas                                                | 259              |               |
| 112                                                                  | 1122      | 11222        | Isla Valverde                                              | 221              |               |
| 112                                                                  | 1122      | 11223        | Islas Verdugo y García                                     | 283              |               |
| 112                                                                  | 1122      | 11224        | Isla Garrao                                                | 427              |               |
| 112                                                                  | 1122      | 11225        | Isla Jechica                                               | 340              |               |
| 112                                                                  | 1122      | 11226        | Isla Filomena                                              | 199              |               |
| 112                                                                  | 1123      | 11230        | Isla Level                                                 | 557              |               |
| 112                                                                  | 1123      | 11231        | Isla Izaza                                                 | 191              |               |
| 112                                                                  | 1123      | 11232        | Isla Tahuenahuec                                           | 285              |               |
| 112                                                                  | 1123      | 11233        | Isla Mercedes                                              | 62               |               |
| 112                                                                  | 1123      | 11234        | Isla Marta                                                 | 36               |               |
| 112                                                                  | 1123      | 11235        | Isla Matilde                                               | 35               |               |
| 112                                                                  | 1123      | 11236        | Isla Francisco                                             | 110              |               |
| 112                                                                  | 1124      | 11240        | Isla Ipun                                                  | 533              |               |
| 112                                                                  | 1124      | 11241        | Isla Stokes                                                | 375              |               |
| 112                                                                  | 1124      | 11242        | Isla Guamblin                                              | 1038             |               |
| 112                                                                  | 1124      | 11243        | Isla Rowlet                                                | 823              |               |
| 112                                                                  | 1124      | 11244        | Isla Bemjamin                                              | 1078             |               |
| 112                                                                  | 1124      | 11245        | Isla Jorge                                                 | 244              |               |
| 112                                                                  | 1124      | 11246        | Isla Williams                                              | 654              |               |
| 112                                                                  | 1124      | 11247        | Isla James                                                 | 631              |               |
| 112                                                                  | 1124      | 11248        | Isla Teresa                                                | 324              |               |
| 112                                                                  | 1125      | 11250        | Isla Cuptana                                               | 592              |               |
| 112                                                                  | 1125      | 11251        | Isla Trasito                                               | 383              |               |
| 112                                                                  | 1126      | 11260        | Isla kent                                                  | 381              |               |
| 112                                                                  | 1126      | 11261        | Isla Lemuy                                                 | 594              |               |
| 112                                                                  | 1126      | 11262        | Isla Dring                                                 | 394              |               |
| 112                                                                  | 1126      | 11263        | Isla Isquiliac                                             | 316              |               |
| 112                                                                  | 1126      | 11264        | Isla Italia                                                | 158              |               |
| 112                                                                  | 1127      | 11270        | Isla Melchor                                               | 1344             |               |
| 112                                                                  | 1127      | 11271        | Isla Victoria                                              | 520              |               |
| 112                                                                  | 1127      | 11272        | Isla Quilin                                                | 7                |               |
| 112                                                                  | 1127      | 11273        | Isla Quemada                                               | 220              |               |
| 112                                                                  | 1128      | 11280        | Isla Garrido                                               | 457              |               |
| 112                                                                  | 1128      | 11281        | Isla Riveros                                               | 755              |               |
| 112                                                                  | 1128      | 11282        | Isla Tenquehuen                                            | 646              |               |
| 112                                                                  | 1128      | 11283        | Isla Clemente                                              | 641              |               |
| 112                                                                  | 1128      | 11284        | Isla Guerrero                                              | 93               |               |
| 112                                                                  | 1128      | 11285        | Isla Prieto                                                | 27               |               |
| 112                                                                  | 1128      | 11286        | Isla Barranco                                              | 61               |               |
| 112                                                                  | 1128      | 11287        | Isla Salas                                                 | 201              |               |
| 112                                                                  | 1129      | 11290        | Isla Luz                                                   | 479              |               |
| 112                                                                  | 1129      | 11291        | Isla Humos                                                 | 401              |               |
| 112                                                                  | 1129      | 11292        | Isla Traiguén                                              | 710              |               |
| 112                                                                  | 1129      | 11293        | Isla Rojas                                                 | 133              |               |
| total:                                                               | 10        | 62           | Región: XI (100%) / Tipo: Exorreica / Desemb.: O. Pacífico | 24277            |               |

La disposición de cuencas en el inventario DARH es la siguiente:
| Código   | Nombre                                                    | Código en mapa                                            | Tipología de cuenca                                       | Vertiente de cuenca                                       | Origen de cuenca                                          | Temperatura media anual (C°)                              | Temperatura máxima (C°)                                   | Temperatura mínima (C°)                                   | Precipitación anual (mm)                                  | Número de estaciones fluviométricas                       | Número de estaciones pluviométricas                       | Área (km²)                                                |
| -------- | --------------------------------------------------------- | --------------------------------------------------------- | --------------------------------------------------------- | --------------------------------------------------------- | --------------------------------------------------------- | --------------------------------------------------------- | --------------------------------------------------------- | --------------------------------------------------------- | --------------------------------------------------------- | --------------------------------------------------------- | --------------------------------------------------------- | --------------------------------------------------------- |
| 1102     | Cuencas del Archipiélago de Las Guaitecas y de los Chonos | Cuencas del Archipiélago de Las Guaitecas y de los Chonos | Cuencas del Archipiélago de Las Guaitecas y de los Chonos | Cuencas del Archipiélago de Las Guaitecas y de los Chonos | Cuencas del Archipiélago de Las Guaitecas y de los Chonos | Cuencas del Archipiélago de Las Guaitecas y de los Chonos | Cuencas del Archipiélago de Las Guaitecas y de los Chonos | Cuencas del Archipiélago de Las Guaitecas y de los Chonos | Cuencas del Archipiélago de Las Guaitecas y de los Chonos | Cuencas del Archipiélago de Las Guaitecas y de los Chonos | Cuencas del Archipiélago de Las Guaitecas y de los Chonos | Cuencas del Archipiélago de Las Guaitecas y de los Chonos |
| 11020000 | Isla Guaiteca                                             | 36                                                        | Exorreica                                                 | Pacífico                                                  | Pluvial                                                   | 9.8                                                       | 16.2                                                      | 4.7                                                       | 2649.8                                                    | 0                                                         | 0                                                         | 248.2                                                     |
| 11020001 | Isla Ascensión                                            | 37                                                        | Exorreica                                                 | Pacífico                                                  | Pluvial                                                   | 9.9                                                       | 16.7                                                      | 4.6                                                       | 2985.6                                                    | 0                                                         | 0                                                         | 68.1                                                      |
| 11020002 | Isla Elvira                                               | 38                                                        | Exorreica                                                 | Pacífico                                                  | Pluvial                                                   | 9.7                                                       | 17.1                                                      | 3.9                                                       | 3020.0                                                    | 0                                                         | 0                                                         | 20.6                                                      |
| 11020003 | Isla Leucaye                                              | 39                                                        | Exorreica                                                 | Pacífico                                                  | Pluvial                                                   | 9.7                                                       | 16.9                                                      | 4.1                                                       | 3038.0                                                    | 0                                                         | 0                                                         | 151.8                                                     |
| 11020004 | Isla Cotilde                                              | 40                                                        | Exorreica                                                 | Pacífico                                                  | Pluvial                                                   | 9.9                                                       | 16.8                                                      | 4.5                                                       | 3032.5                                                    | 0                                                         | 0                                                         | 25.8                                                      |
| 11020005 | Isla Betecoy                                              | 41                                                        | Exorreica                                                 | Pacífico                                                  | Pluvial                                                   | 9.6                                                       | 16.3                                                      | 4.2                                                       | 2873.5                                                    | 0                                                         | 0                                                         | 58.5                                                      |
| 11020006 | Isla Betecoy Archipiélago                                 | 42                                                        | Exorreica                                                 | Pacífico                                                  | Pluvial                                                   | 9.5                                                       | 16.9                                                      | 3.6                                                       | 2977.1                                                    | 0                                                         | 0                                                         | 45.4                                                      |
| 11020100 | Islas Tuamapu y Llenihuenu                                | 43                                                        | Exorreica                                                 | Pacífico                                                  | Pluvial                                                   | 9.3                                                       | 15.3                                                      | 4.4                                                       | 2311.1                                                    | 0                                                         | 0                                                         | 30.7                                                      |
| 11020101 | Islas Riquelme , Arthur y Mallerch                        | 44                                                        | Exorreica                                                 | Pacífico                                                  | Pluvial                                                   | 9.1                                                       | 15.1                                                      | 4.2                                                       | 2282.8                                                    | 0                                                         | 0                                                         | 69.0                                                      |
| 11020102 | Isla Llanos y Morel                                       | 45                                                        | Exorreica                                                 | Pacífico                                                  | Pluvial                                                   | 9.9                                                       | 16.2                                                      | 4.9                                                       | 2569.3                                                    | 0                                                         | 0                                                         | 12.8                                                      |
| 11020103 | Islas Goicolea y Bustos                                   | 46                                                        | Exorreica                                                 | Pacífico                                                  | Pluvial                                                   | 8.4                                                       | 14.8                                                      | 3.4                                                       | 2462.3                                                    | 0                                                         | 0                                                         | 45.0                                                      |
| 11020104 | Islas Midhurst                                            | 47                                                        | Exorreica                                                 | Pacífico                                                  | Pluvial                                                   | 8.8                                                       | 14.8                                                      | 4.0                                                       | 2240.0                                                    | 0                                                         | 0                                                         | 41.8                                                      |
| 11020105 | Isla Forryth                                              | 48                                                        | Exorreica                                                 | Pacífico                                                  | Pluvial                                                   | 8.1                                                       | 14.2                                                      | 3.2                                                       | 2241.6                                                    | 0                                                         | 0                                                         | 113.0                                                     |
| 11020106 | Isla Téllez                                               | 49                                                        | Exorreica                                                 | Pacífico                                                  | Pluvial                                                   | 9.6                                                       | 15.8                                                      | 4.5                                                       | 2511.9                                                    | 0                                                         | 0                                                         | 40.1                                                      |
| 11020107 | Isla Bolados                                              | 50                                                        | Exorreica                                                 | Pacífico                                                  | Pluvial                                                   | 9.1                                                       | 15.4                                                      | 4.0                                                       | 2498.6                                                    | 0                                                         | 0                                                         | 62.7                                                      |
| 11020108 | Isla Johnson                                              | 51                                                        | Exorreica                                                 | Pacífico                                                  | Pluvial                                                   | 8.5                                                       | 14.5                                                      | 3.6                                                       | 2272.8                                                    | 0                                                         | 0                                                         | 55.0                                                      |
| 11020200 | Isla Garrao                                               | 52                                                        | Exorreica                                                 | Pacífico                                                  | Pluvial                                                   | 9.3                                                       | 16.4                                                      | 3.6                                                       | 2866.8                                                    | 0                                                         | 0                                                         | 101.3                                                     |
| 11020201 | Islas Verdugo y García                                    | 53                                                        | Exorreica                                                 | Pacífico                                                  | Pluvial                                                   | 9.6                                                       | 16.7                                                      | 3.9                                                       | 2943.3                                                    | 0                                                         | 0                                                         | 86.0                                                      |
| 11020202 | Isla Concoto                                              | 54                                                        | Exorreica                                                 | Pacífico                                                  | Pluvial                                                   | 8.9                                                       | 15.6                                                      | 3.6                                                       | 2738.8                                                    | 0                                                         | 0                                                         | 103.5                                                     |
| 11020203 | Isla Chafas                                               | 55                                                        | Exorreica                                                 | Pacífico                                                  | Pluvial                                                   | 8.7                                                       | 15.3                                                      | 3.5                                                       | 2619.9                                                    | 0                                                         | 0                                                         | 197.4                                                     |
| 11020204 | Isla Valverde                                             | 56                                                        | Exorreica                                                 | Pacífico                                                  | Pluvial                                                   | 9.0                                                       | 15.8                                                      | 3.6                                                       | 2769.7                                                    | 0                                                         | 0                                                         | 135.3                                                     |
| 11020205 | Isla Filomena                                             | 57                                                        | Exorreica                                                 | Pacífico                                                  | Pluvial                                                   | 9.5                                                       | 16.8                                                      | 3.6                                                       | 2887.4                                                    | 0                                                         | 0                                                         | 34.1                                                      |
| 11020206 | Isla Jechica                                              | 58                                                        | Exorreica                                                 | Pacífico                                                  | Pluvial                                                   | 8.7                                                       | 15.4                                                      | 3.3                                                       | 2679.8                                                    | 0                                                         | 0                                                         | 202.7                                                     |
| 11020300 | Isla Francisco                                            | 59                                                        | Exorreica                                                 | Pacífico                                                  | Pluvial                                                   | 9.2                                                       | 16.4                                                      | 3.4                                                       | 2855.9                                                    | 0                                                         | 0                                                         | 33.9                                                      |
| 11020301 | Isla Matilde                                              | 60                                                        | Exorreica                                                 | Pacífico                                                  | Pluvial                                                   | 9.4                                                       | 16.4                                                      | 3.7                                                       | 2830.7                                                    | 0                                                         | 0                                                         | 19.5                                                      |
| 11020302 | Isla Marta                                                | 61                                                        | Exorreica                                                 | Pacífico                                                  | Pluvial                                                   | 9.6                                                       | 16.5                                                      | 4.0                                                       | 2803.4                                                    | 0                                                         | 0                                                         | 15.3                                                      |
| 11020303 | Isla Mercedes                                             | 62                                                        | Exorreica                                                 | Pacífico                                                  | Pluvial                                                   | 8.3                                                       | 15.2                                                      | 2.8                                                       | 2698.7                                                    | 0                                                         | 0                                                         | 21.0                                                      |
| 11020304 | Isla Tahuenahuec                                          | 63                                                        | Exorreica                                                 | Pacífico                                                  | Pluvial                                                   | 9.0                                                       | 15.5                                                      | 3.7                                                       | 2600.9                                                    | 0                                                         | 0                                                         | 142.3                                                     |
| 11020305 | Isla Izaza                                                | 64                                                        | Exorreica                                                 | Pacífico                                                  | Pluvial                                                   | 7.8                                                       | 14.1                                                      | 2.7                                                       | 2354.2                                                    | 0                                                         | 0                                                         | 135.1                                                     |
| 11020306 | Isla Level                                                | 65                                                        | Exorreica                                                 | Pacífico                                                  | Pluvial                                                   | 8.1                                                       | 14.1                                                      | 3.2                                                       | 2243.5                                                    | 0                                                         | 0                                                         | 267.4                                                     |
| 11020400 | Isla Benjamín                                             | 66                                                        | Exorreica                                                 | Pacífico                                                  | Pluvial                                                   | 8.2                                                       | 14.7                                                      | 2.9                                                       | 2468.3                                                    | 0                                                         | 0                                                         | 715.8                                                     |
| 11020401 | Isla Stokes                                               | 67                                                        | Exorreica                                                 | Pacífico                                                  | Pluvial                                                   | 9.0                                                       | 14.9                                                      | 4.2                                                       | 2201.5                                                    | 0                                                         | 0                                                         | 125.3                                                     |
| 11020402 | Isla Ipun                                                 | 68                                                        | Exorreica                                                 | Pacífico                                                  | Pluvial                                                   | 9.4                                                       | 15.0                                                      | 4.8                                                       | 2054.7                                                    | 0                                                         | 0                                                         | 91.4                                                      |
| 11020403 | Isla Teresa                                               | 69                                                        | Exorreica                                                 | Pacífico                                                  | Pluvial                                                   | 8.0                                                       | 15.0                                                      | 2.3                                                       | 2607.3                                                    | 0                                                         | 0                                                         | 178.7                                                     |
| 11020404 | Isla Jorge                                                | 70                                                        | Exorreica                                                 | Pacífico                                                  | Pluvial                                                   | 8.2                                                       | 14.8                                                      | 2.7                                                       | 2529.6                                                    | 0                                                         | 0                                                         | 119.6                                                     |
| 11020405 | Isla Rowlet                                               | 71                                                        | Exorreica                                                 | Pacífico                                                  | Pluvial                                                   | 8.2                                                       | 14.3                                                      | 3.2                                                       | 2292.0                                                    | 0                                                         | 0                                                         | 147.2                                                     |
| 11020406 | Isla Guamblin                                             | 72                                                        | Exorreica                                                 | Pacífico                                                  | Pluvial                                                   | 0.0                                                       | 0.0                                                       | 0.0                                                       | 0.0                                                       | 0                                                         | 0                                                         | 147.7                                                     |
| 11020407 | Isla James                                                | 73                                                        | Exorreica                                                 | Pacífico                                                  | Pluvial                                                   | 7.8                                                       | 14.4                                                      | 2.4                                                       | 2447.0                                                    | 0                                                         | 0                                                         | 412.0                                                     |
| 11020408 | Isla Williams                                             | 74                                                        | Exorreica                                                 | Pacífico                                                  | Pluvial                                                   | 8.7                                                       | 14.9                                                      | 3.6                                                       | 2359.9                                                    | 0                                                         | 0                                                         | 95.5                                                      |
| 11020500 | Isla Cuptana                                              | 75                                                        | Exorreica                                                 | Pacífico                                                  | Pluvial                                                   | 8.3                                                       | 15.5                                                      | 2.6                                                       | 2711.1                                                    | 0                                                         | 0                                                         | 347.8                                                     |
| 11020501 | Isla Tránsito                                             | 76                                                        | Exorreica                                                 | Pacífico                                                  | Pluvial                                                   | 8.1                                                       | 15.4                                                      | 2.2                                                       | 2692.7                                                    | 0                                                         | 0                                                         | 132.7                                                     |
| 11020600 | Isla kent                                                 | 77                                                        | Exorreica                                                 | Pacífico                                                  | Pluvial                                                   | 8.5                                                       | 14.9                                                      | 3.3                                                       | 2381.4                                                    | 0                                                         | 0                                                         | 106.2                                                     |
| 11020601 | Isla Lemuy                                                | 78                                                        | Exorreica                                                 | Pacífico                                                  | Pluvial                                                   | 8.6                                                       | 14.7                                                      | 3.5                                                       | 2297.5                                                    | 0                                                         | 0                                                         | 60.7                                                      |
| 11020602 | Isla Dring                                                | 79                                                        | Exorreica                                                 | Pacífico                                                  | Pluvial                                                   | 8.2                                                       | 14.7                                                      | 2.9                                                       | 2392.9                                                    | 0                                                         | 0                                                         | 235.9                                                     |
| 11020603 | Isla Italia                                               | 80                                                        | Exorreica                                                 | Pacífico                                                  | Pluvial                                                   | 8.5                                                       | 15.1                                                      | 3.0                                                       | 2450.1                                                    | 0                                                         | 0                                                         | 51.3                                                      |
| 11020604 | Isla Isquiliac                                            | 81                                                        | Exorreica                                                 | Pacífico                                                  | Pluvial                                                   | 7.7                                                       | 14.1                                                      | 2.5                                                       | 2335.6                                                    | 0                                                         | 0                                                         | 191.1                                                     |
| 11020700 | Isla Melchor                                              | 82                                                        | Exorreica                                                 | Pacífico                                                  | Pluvial                                                   | 8.0                                                       | 14.9                                                      | 2.3                                                       | 2528.9                                                    | 0                                                         | 0                                                         | 948.9                                                     |
| 11020701 | Isla Victoria                                             | 83                                                        | Exorreica                                                 | Pacífico                                                  | Pluvial                                                   | 8.0                                                       | 14.9                                                      | 2.3                                                       | 2488.9                                                    | 0                                                         | 0                                                         | 386.8                                                     |
| 11020702 | Isla Quemada                                              | 84                                                        | Exorreica                                                 | Pacífico                                                  | Pluvial                                                   | 8.2                                                       | 15.2                                                      | 2.5                                                       | 2494.3                                                    | 0                                                         | 0                                                         | 138.7                                                     |
| 11020703 | Isla Quilín                                               | 85                                                        | Exorreica                                                 | Pacífico                                                  | Pluvial                                                   | 0.0                                                       | 0.0                                                       | 0.0                                                       | 0.0                                                       | 0                                                         | 0                                                         | 0.5                                                       |
| 11020800 | Isla Riveros                                              | 86                                                        | Exorreica                                                 | Pacífico                                                  | Pluvial                                                   | 7.7                                                       | 14.2                                                      | 2.3                                                       | 2340.7                                                    | 0                                                         | 0                                                         | 589.1                                                     |
| 11020801 | Isla Garrido                                              | 87                                                        | Exorreica                                                 | Pacífico                                                  | Pluvial                                                   | 8.1                                                       | 14.4                                                      | 2.8                                                       | 2317.1                                                    | 0                                                         | 0                                                         | 93.4                                                      |
| 11020802 | Isla Clemente                                             | 88                                                        | Exorreica                                                 | Pacífico                                                  | Pluvial                                                   | 7.5                                                       | 13.8                                                      | 2.3                                                       | 2275.6                                                    | 0                                                         | 0                                                         | 178.8                                                     |
| 11020803 | Isla Tenquehuen                                           | 89                                                        | Exorreica                                                 | Pacífico                                                  | Pluvial                                                   | 8.3                                                       | 14.4                                                      | 3.4                                                       | 2228.7                                                    | 0                                                         | 0                                                         | 85.3                                                      |
| 11020804 | Isla Barranco                                             | 90                                                        | Exorreica                                                 | Pacífico                                                  | Pluvial                                                   | 0.0                                                       | 0.0                                                       | 0.0                                                       | 0.0                                                       | 0                                                         | 0                                                         | 1.2                                                       |
| 11020805 | Isla Salas                                                | 91                                                        | Exorreica                                                 | Pacífico                                                  | Pluvial                                                   | 8.1                                                       | 14.7                                                      | 2.5                                                       | 2373.7                                                    | 0                                                         | 0                                                         | 131.8                                                     |
| 11020806 | Isla Prieto                                               | 92                                                        | Exorreica                                                 | Pacífico                                                  | Pluvial                                                   | 8.3                                                       | 14.7                                                      | 2.9                                                       | 2366.5                                                    | 0                                                         | 0                                                         | 13.7                                                      |
| 11020807 | Isla Guerrero                                             | 93                                                        | Exorreica                                                 | Pacífico                                                  | Pluvial                                                   | 7.7                                                       | 14.1                                                      | 2.4                                                       | 2308.5                                                    | 0                                                         | 0                                                         | 53.1                                                      |
| 11020900 | Isla Traiguén                                             | 94                                                        | Exorreica                                                 | Pacífico                                                  | Pluvial                                                   | 8.0                                                       | 15.3                                                      | 1.9                                                       | 2458.6                                                    | 0                                                         | 0                                                         | 449.1                                                     |
| 11020901 | Isla Luz                                                  | 95                                                        | Exorreica                                                 | Pacífico                                                  | Pluvial                                                   | 8.2                                                       | 15.1                                                      | 2.5                                                       | 2467.0                                                    | 0                                                         | 0                                                         | 261.0                                                     |
| 11020902 | Isla Humos                                                | 96                                                        | Exorreica                                                 | Pacífico                                                  | Pluvial                                                   | 7.5                                                       | 14.4                                                      | 1.7                                                       | 2394.4                                                    | 0                                                         | 0                                                         | 279.9                                                     |
| 11020903 | Isla Rojas                                                | 97                                                        | Exorreica                                                 | Pacífico                                                  | Pluvial                                                   | 8.6                                                       | 15.8                                                      | 2.5                                                       | 2449.2                                                    | 0                                                         | 0                                                         | 39.6                                                      |

## Hidrología

### Red hidrográfica
Los cuerpos de agua considerados en esta categoría son:

### Caudales y régimen
Según el inventario DARH, todas las cuencas tienen un origen pluvial.

### Humedales
El Ministerio del Medio Ambiente no reconoce humedales de tipo alguno en estas islas.

### Glaciares
El inventario público de glaciares de Chile 2022 no enlista glaciares en estas islas.

## Clima

Distritos agroclimáticos en el ítem 112. Las líneas amarillas son los límites de los ítems.

El Atlas agroclimático de Chile distingue cuatro distritos climáticos en la cuenca:
- 11-1 Templado cálido mesotermal con régimen de humedad hídrico (Cfb1Hi). La temperatura oscila entre un máximo de enero de 16,6 °C y un mínimo de julio de 2,7 °C. Tiene un promedio de 181 días consecutivos libres de heladas. En el año se registra un promedio de 33 heladas. El periodo de temperaturas favorables a la actividad vegetativa dura 5 meses. Registra anualmente 379 días grado y 1.616 horas de frío acumuladas hasta el 31 de Julio. La precipitación media anual es de 3.212 mm y un periodo seco de 0 meses, con un déficit hídrico de 0 mm/año. El período húmedo dura 12 meses durante los cuales se produce un excedente hídrico de 2.484 mm.
- 11-2 Templado cálido mesotermal con régimen de humedad hiper húmedo (Cfb1pH). La temperatura oscila entre un máximo de enero de 15,6 °C y un mínimo de julio de 1,2 °C. Tiene un promedio de 161 días consecutivos libres de heladas. En el año se registra un promedio de 59 heladas. El periodo de temperaturas favorables a la actividad vegetativa dura 5 meses. Registra anualmente 310 días grado y 1.841 horas de frío acumuladas hasta el 31 de Julio. La precipitación media anual es de 2.667 mm y un periodo seco de 0 meses, con un déficit hídrico de 0 mm/año. El período húmedo dura 12 meses durante los cuales se produce un excedente hídrico de 1.924 mm.
- 11-12-1 Templado frío con régimen de humedad hídrico (CfcHi). La temperatura oscila entre un máximo de enero de 16 °C y un mínimo de julio de 1,2 °C. Tiene un promedio de 110 días consecutivos libres de heladas. En el año se registra un promedio de 72 heladas. El periodo de temperaturas favorables a la actividad vegetativa dura 3 meses. Registra anualmente 251 días grado y 1.804 horas de frío acumuladas hasta el 31 de Julio. La precipitación media anual es de 2.981 mm y un periodo seco de 0 meses, con un déficit hídrico de 0 mm/año. El período húmedo dura 12 meses durante los cuales se produce un excedente hídrico de 2.266 mm.
- 11-12-3 Tundra (ET). La temperatura oscila entre un máximo de enero de 13,5 °C y un mínimo de julio de 0,2 °C. Tiene un promedio de 0 días consecutivos libres de heladas. En el año se registra un promedio de 123 heladas. El periodo de temperaturas favorables a la actividad vegetativa dura 0 meses. Registra anualmente 112 días grado y 1.800 horas de frío acumuladas hasta el 31 de Julio. La precipitación media anual es de 3.072 mm y un periodo seco de 0 meses, con un déficit hídrico de 0 mm/año. El período húmedo dura 12 meses durante los cuales se produce un excedente hídrico de 2.418 mm.

Diagrama Walter Lieth para la localidad de Melinka de la Región de Aysén en Chile.

Los diagramas Walter Lieth muestran con un área azul los periodos en que las precipitaciones sobrepasan la cantidad de agua que el calor del sol evapora en el mismo lapso de tiempo, (un promedio de 10 °C mensuales evaporan 20 mm de agua caída) dejando un clima húmedo. Por el contrario, las zonas amarillas indican que durante ese tiempo el agua caída puede ser evaporada por el calor del sol. El área gris señala meses muy húmedos.

## Áreas bajo protección oficial y conservación de la biodiversidad
El portal del Ministerio del Medio Ambiente consina dos espacios protegidos en estas cuencas:
- Parque nacional Isla Guamblin
- Reserva forestal Las Guaitecas (ver Reserva nacional Las Guaitecas)